# カート・ペレグリーノ
カート・ペレグリーノ（Kurt Pellegrino、1979年5月7日 - ）は、アメリカ合衆国の元男性総合格闘家。イタリア系アメリカ人。ニュージャージー州ポイントプレザント出身。ペレグリーノMMA主宰。元WEC世界ライト級王者。カート・ペリグリーノとも表記される。

## 来歴
学生時代はレスリングでニュージャージー州王者に2度なった。
2002年8月31日、プロデビュー戦となったWEC世界ライト級王座決定戦でマック・ダンジグと再戦し、3-0の判定勝ちを収め王座獲得に成功した。
2004年7月25日、初参戦となったパンクラスのパンクラス対チーム・グレイシー3対3対抗戦の中堅戦で北岡悟と対戦し、フロントチョークで一本負け。

### UFC
2006年7月8日、UFC初参戦となったUFC 61でドリュー・フィケットと対戦し、チョークスリーパーで一本負け。
2008年4月2日、UFC Fight Night: Florian vs. Lauzonでネイサン・ディアスと対戦し、三角絞めで一本負け。9月6日、UFC 88でチアゴ・タバレスと対戦し、判定勝ち。ファイト・オブ・ザ・ナイトを受賞した。
2009年2月7日、UFC Fight Night: Lauzon vs. Stephensでロバート・エマーソンに一本勝ち。8月8日にはUFC 101でジョシュ・ニアーに判定勝ち。
2010年3月27日、UFC 111でファブリシオ・カモエスと対戦し、チョークスリーパーで一本勝ち。サブミッション・オブ・ザ・ナイトを受賞した。
2010年7月3日、UFC 116でジョージ・ソテロポロスと対戦し、0-3の判定負けを喫した。
2011年3月19日、UFC 128でグレイゾン・チバウと対戦し、1-2の判定負け。
2011年11月26日、Bellator 59でパトリッキー・フレイレと対戦し、TKO負け。試合後に引退を発表した。

## 戦績

### プロ総合格闘技
| 総合格闘技 戦績 | 総合格闘技 戦績 | 総合格闘技 戦績 | 総合格闘技 戦績 | 総合格闘技 戦績 | 総合格闘技 戦績 | 総合格闘技 戦績 |
| --------------- | --------------- | --------------- | --------------- | --------------- | --------------- | --------------- |
| 23 試合         | (T)KO           | 一本            | 判定            | その他          | 引き分け        | 無効試合        |
| 16 勝           | 2               | 10              | 4               | 0               | 0               | 0               |
| 7 敗            | 1               | 3               | 3               | 0               | 0               | 0               |

| 勝敗 | 対戦相手                 | 試合結果                             | 大会名                                                    | 開催年月日     |
| ×    | パトリッキー・フレイレ   | 1R 0:50 TKO（右ストレート→パウンド） | Bellator 59                                               | 2011年11月26日 |
| ×    | グレイゾン・チバウ       | 5分3R終了 判定1-2                    | UFC 128: Shogun vs. Jones                                 | 2011年3月19日  |
| ×    | ジョージ・ソテロポロス   | 5分3R終了 判定0-3                    | UFC 116: Lesnar vs. Carwin                                | 2010年7月3日   |
| ○    | ファブリシオ・カモエス   | 2R 4:20 チョークスリーパー           | UFC 111: St-Pierre vs. Hardy                              | 2010年3月27日  |
| ○    | ジョシュ・ニアー         | 5分3R終了 判定3-0                    | UFC 101: Declaration                                      | 2009年8月8日   |
| ○    | ロバート・エマーソン     | 2R 3:14 チョークスリーパー           | UFC Fight Night: Lauzon vs. Stephens                      | 2009年2月7日   |
| ○    | チアゴ・タバレス         | 5分3R終了 判定3-0                    | UFC 88: Breakthrough                                      | 2008年9月6日   |
| ×    | ネイサン・ディアス       | 2R 3:06 三角絞め                     | UFC Fight Night: Florian vs. Lauzon                       | 2008年4月2日   |
| ○    | アルバート・クレイン     | 2R 1:55 TKO（パウンド）              | UFC Fight Night: Swick vs. Burkman                        | 2008年1月23日  |
| ×    | ジョー・スティーブンソン | 5分3R終了 判定0-3                    | UFC 74: Respect                                           | 2007年8月25日  |
| ○    | ネイト・モーア           | 1R 2:58 アキレス腱固め               | UFC Fight Night: Stevenson vs. Guillard                   | 2007年4月5日   |
| ○    | ジュニオール・アスンソン | 1R 2:04 チョークスリーパー           | UFC 64: Unstoppable                                       | 2006年10月14日 |
| ○    | ジェス・チルトン         | 1R 3:35 フロントチョーク             | Absolute Fighting Championships 18                        | 2006年8月26日  |
| ×    | ドリュー・フィケット     | 3R 1:20 チョークスリーパー           | UFC 61: Bitter Rivals                                     | 2006年7月8日   |
| ○    | ヴァジム・クルチスキー   | 1R フロントチョーク                  | Reality Fighting 11                                       | 2006年2月11日  |
| ○    | 大久保一樹               | 1R 0:38 TKO（パウンド）              | Euphoria: USA vs. Japan                                   | 2005年11月5日  |
| ○    | スティーブ・キニスン     | チョークスリーパー                   | Freestyle Combat Challenge 20                             | 2005年9月24日  |
| ○    | セルゲイ・ゴリアエフ     | 1R 3:24 ギブアップ                   | Euphoria: USA vs. Russia                                  | 2005年5月14日  |
| ○    | ジェイ・R・パーマー      | 1R 3:16 チョークスリーパー           | Ring of Combat 7 【ROC165ポンド級王座決定戦】             | 2004年11月20日 |
| ×    | 北岡悟                   | 2R 0:34 フロントチョーク             | PANCRASE 2004 BRAVE TOUR                                  | 2004年7月25日  |
| ○    | ムーシン・コーブリー     | 5分3R終了 判定3-0                    | Reality Fighting 6 【RFライト級王座決定戦】               | 2004年4月3日   |
| ○    | ジェイ・アイシップ       | 1R 3:38 腕ひしぎ十字固め             | Reality Fighting 5                                        | 2003年11月1日  |
| ○    | マック・ダンジグ         | 5分3R終了 判定3-0                    | WEC 4: Rumble Under the Sun 【WEC世界ライト級王座決定戦】 | 2002年8月31日  |

### アマチュア総合格闘技
| 勝敗 | 対戦相手         | 試合結果                        | 大会名             | 開催年月日    |
| ○    | マック・ダンジグ | 1R 5:06 TKO（ドクターストップ） | Mass Destruction 2 | 2001年6月23日 |

## 獲得タイトル
- 初代WEC世界ライト級王座（2002年）
- Reality Fightingライト級王座（2004年）
- 初代ROC165ポンド級王座（2004年）

## 表彰
- ブラジリアン柔術 黒帯
- UFC ファイト・オブ・ザ・ナイト（1回）
- UFC サブミッション・オブ・ザ・ナイト（2回）